# 1924年香港
|        | 香港歷史 \| 香港歷史年表                                                                                                   |
| 世紀： | 19世紀香港 \| 20世紀香港 \| 21世紀香港                                                                                     |
| 年代： | 1890年代香港 \| 1900年代香港 \| 1910年代香港 \| 1920年代香港 \| 1930年代香港 \| 1940年代香港 \| 1950年代香港               |
| 年份： | 1920年香港 \| 1921年香港 \| 1922年香港 \| 1923年香港 \| 1924年香港 \| 1925年香港 \| 1926年香港 \| 1927年香港 \| 1928年香港 |
| 紀年： | 甲子年（鼠年）、香港開埠83周年                                                                                             |

## 大事記
- 1月20日：
  - 英輪大利號被劫，船主韋樂洛斯遇難。[1]

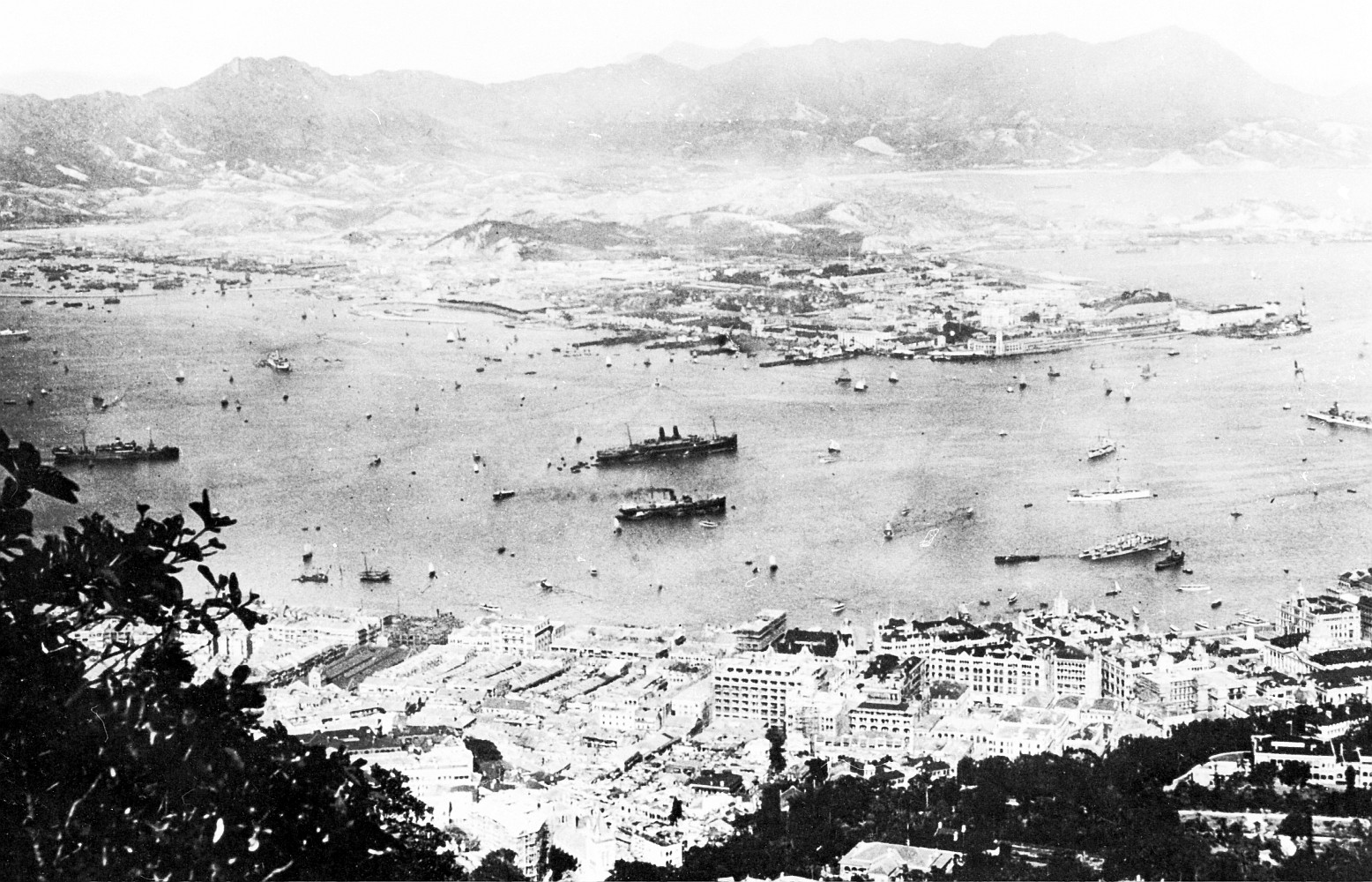
1924年維多利亞港。

  - 國民黨第一次代表大會在廣州召開，香港代表為阮旺、李林。
- 1月25日，聖士提反女子中學新校舍建成，由港督夫人主持揭幕。
- 2月1日，港督司徒拔因公離港，輔政司施勳署理職務。
- 2月13日，司徒拔結束公事返港。[2]
- 3月，中國共產黨香港支部成立。

- 4月8日，印度詩人1924年泰戈尔访华，在4月8日逗留香港，居於浅水湾酒店，期间受到广州政府的延请，惟因船只需在六小时内离港，不能成行前往广州。[3][4]

- 4月30日，人力車及轎夫罷工。[2]
- 5月1日，皇后戲院開幕，首齣放映電影為《英雄氣概》（The Hero，1923）。當時院方邀請港督司徒拔和議例局議員羅旭龢出席開幕典禮，並聘請樂隊在場演奏。
- 6月12日，香港華商銀行因從事外匯炒賣遭到嚴重損失，觸發濟提風潮，被迫暫停支付款項，並於是日倒閉。[2]
- 6月30日，工人黃保被人於荔枝角道謀殺。
- 8月，廣東省政府頒佈《禁用港幣條例》。[2]
- 10月2日，弓絃巷廁所看守人盧福遭人殺死。
- 10月15日：
  - 國民革命軍與廣州商團衝突，團長陳廉伯逃往香港。
  - 前廣東省省長陳炯明獲港府巨資，圖襲虎門。
- 11月6日，著名港紳何東致電段祺瑞、張作霖等實力人物，呼籲放棄武力，推進和平。[2]
- 11月13日，孫中山伉儷乘永豐艦北上，途經香港。
- 12月1日，九龍華仁書院創立。
- 本年：
  - 政府財政收入為2,421萬港元，支出2,673萬。[2]